# 伊马诺尔·马丘卡
伊马诺尔·哈维尔·马丘卡（西班牙語：Imanol Javier Machuca，2000年1月15日—），是一名出生于阿根廷的马来西亚的足球員，司职翼鋒，现被巴西足球甲級聯賽福塔雷薩外租至萨斯菲尔德，同时也代表马来西亚國家足球隊成員。

## 国家队生涯
马丘卡出生于阿根廷，拥有马来西亚血统。2025年6月4日，他被征召加入马来西亚国家足球队。
马丘卡于2025年6月10日在2027年亚足联亚洲杯预选赛中首次亮相，对阵越南他在下半场替补登场，替换的是同样迎来首秀的罗德里戈·霍尔加多。